# Castello di Rivarola
Il castello di Rivarola fu un'antica fortificazione nel comune di Carasco, nella bassa val Fontanabuona, nella città metropolitana di Genova.

## Storia
Secondo le fonti storiche e i numerosi ritrovamenti archeologici, nell'odierno abitato di Rivarola, oggi frazione del comune caraschese, fu edificato dalla Repubblica di Genova un fortilizio sul colle che tuttora domina la congiunzione dei torrenti Lavagna e Graveglia per dare origine al fiume Entella. La costruzione dell'edificio, avviata nel 1132, fu alquanto strategica per la repubblica genovese in quanto le permise il controllo e la difesa di questa area governata dalla supremazia dei conti Fieschi di Lavagna.
Il castello è citato in documenti successivi (1145) e proprio all'interno del fortilizio fu siglato l'atto di donazione, nel 1166, del castello di Levaggi (Borzonasca) al comune genovese con il presidio, in base agli accordi, di un capitano nominato dai Fieschi.
L'unione tra le famiglie Fieschi e Malaspina del 1172 diede l'avvio ad una delicata fase politica anti-genovese che portò ad un'aspra guerra che coinvolse, oltre che il capoluogo ligure, anche il comprensorio del Tigullio occidentale. Opizzone Malaspina attaccò la cittadella di Chiavari e assediandone il locale castello, suo figlio Moruello Malaspina invase Sestri Levante e altri soldati, circa duecentocinquanta cavalieri e tremila fanti come descrive lo storico Caffaro di Rustico da Caschifellone nei suoi Annali Genovesi, diedero l'avvio ad un assedio presso il castello di Rivarola.
Il castello cadde ben presto nelle mani dei soldati, così come Sestri Levante, ma un pronto intervento da Genova, supportato inoltre da truppe locali, scongiurarono un nuovo assetto politico contro la Superba riportando nel territorio equilibrio e la propria supremazia anche nei secoli successivi.
Con il pieno controllo della Repubblica di Genova dell'area, con l'ausilio anche degli stessi Fieschi grazie a compromessi e garanzie sulla politica gestionale dei vari borghi, il castello, oramai perso la sua funzione militare e di controllo, cadde in disuso e ad un lento abbandono. Per mancanza di fonti storiche successive, perse a causa degli eventi storici e alluvionali che coinvolsero il comune, si suppone che parti del fortilizio furono utilizzate per la costruzione di case e muri del nucleo odierno di Rivarola.
Del millenario castello rimangono, tuttavia, resti e tracce di alcuni tratti di mura (in alcuni punti alti due metri) di forma rettangolare, semicircolare e quadrata, molto probabilmente rinvenimenti della struttura principale e delle torri d'avvistamento.
Le indagini archeologiche condotte a Rivarola tra il 1996 e il 2018, si inseriscono nel quadro di un più ampio progetto di studio sull’incastellamento ed il popolamento medievale della Liguria Orientale e sono nate – nel 1996 – da una doppia esigenza. Si intendeva, infatti, avviare un’indagine archeologica "campione" nell’ambito di un insediamento fortificato genovese e, in particolare, del castello che, alla luce delle fonti scritte, risultava essere stato il più importante nel quadro della politica di espansione genovese nell’area del Tigullio nella prima metà del XII secolo. Si voleva, inoltre, verificare la possibilità di un incastellamento signorile anteriore al 1132, data della conquista genovese del colle di Rivarola. Entrambi gli elementi erano ipotizzabili sulla base dell’analisi delle fonti scritte, ma anche considerando la posizione strategica del castello, ubicato in corrispondenza del punto di congiunzione di tre sistemi di valli (val Fontanabuona, val Graveglia e valle Sturla), al centro di un’area di forte sviluppo di poteri locali tra XI e XII secolo.
Le ricerche sono riprese nel 2018, sotto la direzione dell'archeologo Fabrizio Benente, nel quadro delle attività della Cattedra di Archeologia medievale dell’Università di Genova.